# Dovrenettet
Dovrenettet war ein geplantes Eisenbahnnetz zwischen Østlandet, Trøndelag und Nordvestlandet in Norwegen.

## Geschichte
Die Aktiengesellschaft Norsk Bane AS arbeitete seit 1996 an der Gestaltung dieses Netzes. Es war geplant, Schienennetze in folgenden Fylke zu ergänzen: Oslo, Akershus, Hedmark, Oppland, Møre og Romsdal sowie Trøndelag. Die Strecken waren als Teil eines größeren Hochgeschwindigkeitsnetzes unter anderem mit Haukelibanen geplant.
Das Schienennetz sollte unter anderem Oslo über Gudbrandsdalen mit Trondheim, Steinkjer und Ålesund verbinden. Die Strecke durch Gudbrandsdalen wurde rund 15 Prozent teurer geschätzt als die Verlegung durch Østerdalen. Dies war unter anderem auf mehrere Tunnel zurückzuführen, um sowohl Winterprobleme über das Dovrefjell als auch durch zahlreiche Schutzgebiete zwischen Oppdal und Lillehammer zu vermeiden.
In der Einnahmeberechnung war jedoch die Gudbrandsdal-Route über Lillehammer, Otta, Dombås und Oppdal die weitaus bessere Alternative.
Sowohl auf der Ost- als auch auf der Westseite des Mjøsa waren neue Streckenabschnitte geplant, erstere über Eidsvoll, Hamar, Brumunddal und Moelv sowie letztere über Hadeland und Gjøvik. Die beiden Zweige sollten eine Ringverbindung um den See bilden.
Darüber hinaus war eine 16 km lange Abzweigung von einem Ort in der Nähe von Harestua in Richtung Jevnaker und Hønefoss geplant, wodurch sich die Reisezeit zwischen Oslo und Hallingdal im Vergleich zum aktuellen Wert um 45 Minuten verkürzen sollte. Die Route von Dombås nach Ålesund sollte über Vestnes verlaufen.
Geplant war, viele Bahnhöfe an das Schienennetz anzuschließen und die Effektivität der Strecken durch die Kombination von hoher Geschwindigkeit, häufigen Abfahrten und einem flexiblen Haltemuster zu erreichen.
Die Hochgeschwindigkeitsstrecken sollten mit Flugzeugen konkurrenzfähig sein und Fahrgäste in zweieinhalb Stunden von Oslo nach Trondheim oder Ålesund bringen.
Das Projekt in seiner Gesamtheit wird Stand Januar 2024 nicht weiter verfolgt, obwohl zwischen 2008 und 2012 für viele der Strecken ausführliche Untersuchungen – auch durch die Deutsche Bahn – durchgeführt wurden, die für einzelne Maßnahmen die Grundlage bildeten.